# Diego Silva Fuentes
Diego Alejandro Silva Fuentes (Santiago, Chile, 11 de marzo de 1983) es un exfutbolista chileno que jugó de Defensa, su último club fue  Real San Joaquín de la Segunda División Profesional de Chile.Hoy en día es  técnico de fútbol profesional. El año 2024 es jefe técnico de futbol joven de cobresal.

## Trayectoria
Surgido de las divisiones inferiores de Cobresal, no alcanzó a debutar en el primer equipo, siendo enviado a préstamo a Deportes Santa Cruz el 2001, en este equipo comenzó su carrera futbolística, después volvería al elenco minero al año siguiente, en donde permanece durante 7 años, ya que el 2010 firma por Santiago Morning, en donde permanece por 2 años, posteriormente el 2012 llega a Unión San Felipe. En el 2013 recala en Cobreloa, producto del descenso conseguido con el elenco loino en 2015, el jugador retorna a Cobresal después de 5 años. año 2016 parte a san Luis de quillota por una temporada, en el año 2017 vuelve a Club de Deportes Cobresal donde logra el ascenso a primera división el año 2018, en el año 2019 parte a Club de Deportes Santa Cruz donde está la temporada 2019 y 2020. Luego en 2021 firma por deportes recoleta de la segunda division logrando el ascenso a primera b. el año 2022 firma por el elenco de real san Joaquin, donde luego se retira del fútbol profesional.

## Clubes
| Club                | País  | Año       |
| ------------------- | ----- | --------- |
| Deportes Santa Cruz | Chile | 2001      |
| Cobresal            | Chile | 2002-2009 |
| Santiago Morning    | Chile | 2010-2011 |
| Unión San Felipe    | Chile | 2012      |
| Cobreloa            | Chile | 2013-2015 |
| Cobresal            | Chile | 2015-2016 |
| San Luis            | Chile | 2016-2017 |
| Cobresal            | Chile | 2017-2018 |
| Deportes Santa Cruz | Chile | 2019-2020 |
| Deportes Recoleta   | Chile | 2021      |
| Real San Joaquín    | Chile | 2022      |

## Palmarés

### Campeonatos nacionales
| Título           | Club              | País  | Año  |
| ---------------- | ----------------- | ----- | ---- |
| Segunda División | Deportes Recoleta | Chile | 2021 |